# 田嶋グン
田嶋 グン（たじま グン、1999年8月19日 - ）は、ラグビーユニオン選手。

## 略歴
青森県七戸町出身。
三本木農業高校からラグビーを始めた。2017年、高校日本代表候補に選ばれた。
2018年、日本製鉄釜石シーウェイブスに加入。
2019年、U20日本代表に選ばれた。
2020年、豊田自動織機シャトルズ(現・豊田自動織機シャトルズ愛知)に加入。
2023年、三重ホンダヒートに加入。
2024年9月15日(日)午前7時ごろ、道路交通法違反（酒気帯び運転）で検挙された選手の車に同乗していた。三重ホンダヒートは、田嶋に対し譴責（けんせき）とチーム対外活動参加禁止6か月間の処分を行った。
2025年5月31日、三重ホンダヒート退団を発表。